# 本日のバーガー
『本日のバーガー』（ほんじつのバーガー）は、花形怜原作、才谷ウメタロウ作画による日本の漫画。『週刊漫画TIMES』（芳文社）にて、2015年10月16日号（10月2日発売）から2021年2月5日号（1月22日発売）まで連載された。才谷にとっては初の原作付き作品となる。脱サラして自分のハンバーガー店を始めた元食品商社マンを主人公として、海外の実在するハンバーガーを紹介すると共に、うんちくを開示する。丁寧に描き込まれたハンバーガーの描写、表情豊かな登場人物が物語を牽引するとともにハンバーガーを通じた人間ドラマが読みどころ。
2017年5月15日から同月31日にヴィレッジヴァンガードダイナーが本作とコラボレーションし、本作に登場したバーガー「スロッピー・ジョー」を期間限定で提供した。
また、ハードロックカフェも本作とコラボレーションし、2021年5月1日から6月30日に第一弾として本作に登場したバーガー「ボフサンドイッチ」を、同年7月1日から8月31日に第二弾として「スロッパー」を期間限定で提供した。

## あらすじ
神宮寺慧は日本一の食品専門商社「プリンス物産」の腕利きフードバイヤーだったが世界中を渡り歩いた末、どこの国でも食べられ、基本は同じでありながらその土地土地で異なるハンバーガーに強く惹かれ、脱サラを決意する。「ハンバーガーは世界料理」と言う神宮寺は、自らの店「UNLIMITED SOULS」をオープンさせ、店に訪れる客たちに「本日のバーガー」と称して世界中のハンバーガーを紹介していく。さまざまな悩みや思いを抱えた客に「本日のバーガー」を提供して行くうちにUNLIMITED SOULSの評判は高まってゆき、リピーター客も増えてくる。
やがて、神宮寺は「ハンバーガーを日本の食文化に根付かせる」ため「バーガーフェス」のイベント開催を企画。知り合ったハンバーガーショップの上杉をはじめとする日本国内の人気ハンバーガー専門店や、一見ハンバーガーとは無縁に思える中華料理の大物シェフなどにも声をかける。また、日本未進出の、アメリカの人気ハンバーガーチェーン店にもこのイベントに出店してほしいと考えた神宮寺は、渡米し社長たちに直談。こちらでも神宮寺の熱意と神宮寺が作ったハンバーガーでフェスへの出店にこぎつける。
フェス開催にあたって、および開催中もトラブルがあったものの、フェスは成功裡に終わる。
その後、神宮寺はフェスを通じて日本進出を図ったボスワース・バーガーに協力したり、新鮮な魚介類を売りに回転寿司や居酒屋、レストランチェーンを営む「ミドリヤフードグループ」が新規事業としてハンバーガーチェーンを立ち上げることに協力するなどコンサル的な立場も多くなる。それらを神宮寺は成功させる。
今度はバーガーフェスの成功を見たフードコートを運営するイートリッチは大きなビルのワンフロアに人気ハンバーガー店を集めた「ハンバーガーストリート」を企画。神宮寺はプロデュースを依頼される。

## 主な登場人物
神宮寺 慧（じんぐうじ さとし）
本作の主人公。自らの店「UNLIMITED SOULS」で世界中のハンバーガーを作る職人。元は日本一の食品専門商社「プリンス物産」で働く凄腕のバイヤーだった。温和で、困っている人を放っておけないお人好し。恋愛事には鈍感。ハンバーガーに関する知識は広く深いものがある。
平沢 優花（ひらさわ ゆうか）
神宮寺の商社時代の後輩。神宮寺の退職後もプリンス物産に勤めている。神宮寺を心から尊敬し、異性としても想いを寄せている。
梅原 絵里奈（うめはら えりな）
「梅原ミート」の社長の娘で専務取締役。神宮寺が商社時代からの付き合いで、「UNLIMITED SOULS」に牛肉を卸している。男勝りで情に厚い性格。
上杉 剣登（うえすぎ けんと）
第7話から登場。
ハンバーガーをファーストフードの地位から向上させることを目的に高級ハンバーガーショップ「ライズ」を立ち上げた。対決型の料理番組「クリエイティブ・キッチン」に神宮寺と共に出演し、上杉は優勝を果たすが、それが半ばやらせであり、審査員の1人が神宮寺を認めていたことと、上杉自身も番組で神宮寺の作ったバーガーを認めていたことから、神宮寺をライバル視するようになる。神宮寺の幅広い知識や技量については認めており、時にはアドバイスを受け入れることも。
島津 紗季（しまづ さき）
第17話から登場。
名門大学に通う美人女子大生。礼儀正しく淑やかだが、自分の意見はしっかりと言う芯の強さもある。それまでハンバーガーを食べたことはなかったが、雑誌に取り上げられたUNLIMITED SOULSを知り、住んでいるところの近くであったためアルバイトとして働くことになる。
実家は日本を代表する有数のリゾートホテル「島津ホテル」を営む。
海外留学のため、第110話でアルバイトを辞める。
浅川 悠平（あさかわ ゆうへい）
ライズの従業員。お調子者だが根は熱血漢で、上杉を心から尊敬している。平沢や島津、潮に気のある様子も見せる。
実家はフルーツ狩りを売りにする観光農園を営んでいるが、浅川自身は学業不振で実家に居づらくなって上京。たまたまアルバイトを募集していたライズに勤めることになった。
後に、ライズの2号店を任されるようになる。
畑中（はたなか）
名前は第2話から登場。第3話より神宮寺の前に現れる。女性。
プリンス物産での神宮寺のかつての上司であり、平沢の上司。神宮寺はプリンス物産時代に経営陣からの覚えもよく、辞めた際には畑中が管理不届きを問われることにもなった。神宮寺をプリンス物産に引き戻すため、梅原ミートに圧力をかけUNLIMITED SOULSへの仕入れを停めたり、料理番組で上原と競わせたり、あれこれ策略を巡らせる。
その後、シンガポールのプリンス物産子会社に業務部長として出向。降格人事と受け止めた畑中は退職願いを出すことになるが、神宮寺らによって出向の真意を知る。神宮寺とのわだかまりも消え、その後も帰国した際にはいろいろと相談を行っている。後にシンガポールの男性と結婚する。
岡島 勇介（おかじま ゆうすけ）
第5話より登場。
投資会社のCEO。神宮寺の腕を見込んでUNLIMITED SOULSへの投資を持ち掛ける。投資を行う先は自分で見極めており、投資家として成功をおさめている。
ハンバーガーストリートの企画にも投資を行っており、神宮寺にプロデューサーを依頼する。
潮 ほのか（うしお ほのか）
第41話より登場。
TVなどにも取り上げられたことのあるハンバーガーショップ「テイク・ファイブ」のオーナーシェフで、女性。浅川の推薦で、バーガーフェスへの参加を神宮寺から依頼される。
かつて、上杉と同じ職場で働いていたこともあり、付き合っていたこともあるが、互いの誤解から破局。
周 東仁（しゅう とうじん）
第47話より登場。人気の中華料理店「黄宮酒家」の料理長。料理人としても知名度が高い。
西安市などで食べられている肉夾饃が最古のハンバーガーとの説もあり、日本人のハンバーガーの認識をひっくり返すために、神宮寺はバーガーフェスへの参加を依頼する。
フェス後は料理に対する情熱を再燃させ、中華料理店を後進に任せバーガーショップ「パンダバーガー」を営む。
松原（まつばら）
第53話より登場。
田舎（東京から電車で2時間ほど）の港町で1968年からハンバーガーショップ「ポルトバーガー」を営む。神宮寺は松原を「日本のハンバーガー界の生ける伝説」「日本でベーコンバーガーを売り出したのはこの店が初めてかもしれない」と評し、バーガーフェスへの参加を依頼する。
フェス後はポルトバーガーの人気も再燃したが、体力的な問題もあり引退、閉店を考えるようになる。
夏目 愛子（なつめ あいこ）
第53話より登場。初登場時は高校生。
松原の孫娘。母との仲は悪く、祖父である松原と同居しているが田舎暮らしにもうんざりしている。神宮寺のポジティブさに感化され、高齢を理由にフェスへの参加を渋っていた松原を説得する。
母との仲は、上杉の協力もあって改善した。
アンバー・ボスワース
第63話より登場。女性。
アメリカのハンバーガーチェーン「ボスワース・バーガー」の商品開発責任者兼役員。祖父はボスワースの創業者で、父は現社長。ボスワースはかつては「全米一」とも言われていたが新興チェーン店に押されて過去の店という認識がされている。日本未進出だが、日本のハンバーガー好きの間では知られるチェーン店。
ハンバーガーチェーン店「ローズバーガー」にフェス参加を依頼するためニューヨークを訪れた神宮寺ととあるバーガーショップで臨席となったことから知り合いとなり、上杉の勧めもあってフェス参加、およびフェスのスポンサーとしての参加を打診されることになる。
フェス後は、ボスワース・バーガーの日本進出責任者として再度来日し、滞在する。祖父は神宮寺との結婚を望んでおり、アンバーもその気であったが、神宮寺は明確に断った。
ニック・ローゼンバーグ
初登場は第37話。第66話から再登場。
アメリカのハンバーガーチェーン「ローズバーガー」のCEO。
バーガーフェスへの参加を神宮寺から依頼される。
当初は普通の人がしないような注文をする客としてUNLIMITED SOULSを訪れたが、これはローズバーガーの日本進出を踏まえて、日本のハンバーガーショップのレベルを推しはかるための一環であった。
かつてはボスワース・バーガーの最高マーケティング責任者であったが、独立にあたって互いの誤解からボスワースとの仲が険悪となった。
コーディ・ボスワース
第68話より登場。
アンバーの祖父。ボスワース・バーガーの創業者。
ニックがボスワースの味を盗んだと思い込んでいたが、神宮寺とフェスを通じてニックと和解する。
フェス後は、神宮寺をアンバーの婿にし、ボスワースに取り込むことに意欲を燃やす。
加藤 夕飛（かとう ゆうひ）
第85話より登場。本人に悪気はないのだが、目つきはかなり悪い。そのため、UNLIMITED SOULSで働き始めた頃は「店員の態度が悪い」とSNSでの店の評価が急落することにもなった。当初は金髪に染めていたが、後に黒髪に戻し短髪にしている。
高校時代は不良で喧嘩を繰り返していたが、恩師に言われてボクシングの道へ。プロになり日本ランキング入りも目前だったが網膜剥離のため引退を余儀なくされる。そのため、荒れていたところを神宮寺のバーガーに救われ、弟子入り志願。調理や接客の経験は無かったが真摯な態度と努力により神宮寺から与えられた課題をこなし、神宮寺の留守を任されるまでになる。
ミクリ 友恵（ミクリ ともえ）
第97話より登場。初登場時21歳（加藤と同年齢）。
ボスワース・バーガー日本1号店の副店長。当初はアルバイトだったが、能力をアンバーに見いだされて副店長に昇格した。
調理能力はあるが、マネジメント能力に欠けることは自覚している。ボスワース日本店のオリジナルバーガーを決めるためバーガー勝負を神宮寺と行い、味だけなら良い勝負の品を開発したが、神宮寺は「ボスワース・バーガーとはなにか?」というコンセプトも明確にしたため、勝負としては負けることになった。ただし、本来ならそのコンセプトは店長（名前はスゴウ）が提示すべきものであったとして、店長が頭を下げている。
その後の成長もあり、アンバーはスゴウとミクリに日本支店を任せ、ボスワースの本格的なアジア進出のためアメリカにもどって指揮を執ることになった。

## 書誌情報
- 原作：花形怜・作画：才谷ウメタロウ『本日のバーガー』 芳文社 〈芳文社コミックス〉、全18巻
  1. 2016年5月1日発行（2016年4月25日発売）、ISBN 978-4-8322-3497-0
  2. 2016年6月1日発行（2016年5月16日発売）、ISBN 978-4-8322-3502-1
  3. 2016年10月1日発行（2016年9月16日発売）、ISBN 978-4-8322-3519-9
  4. 2017年2月1日発行（2017年1月16日発売）、ISBN 978-4-8322-3534-2
  5. 2017年6月1日発行（2017年5月16日発売）、ISBN 978-4-8322-3550-2
  6. 2017年9月1日発行（2017年8月16日発売）、ISBN 978-4-8322-3560-1
  7. 2018年1月1日発行（2017年12月15日発売）、ISBN 978-4-8322-3585-4
  8. 2018年5月1日発行（2018年4月16日発売）、ISBN 978-4-8322-3604-2
  9. 2018年9月1日発行（2018年8月9日発売）、ISBN 978-4-8322-3623-3
  10. 2019年1月1日発行（2018年12月14日発売）、ISBN 978-4-8322-3647-9
  11. 2019年5月1日発行（2019年4月16日発売）、ISBN 978-4-8322-3667-7
  12. 2019年9月1日発行（2019年8月9日発売）、ISBN 978-4-8322-3686-8
  13. 2020年1月1日発行（2019年12月16日発売）、ISBN 978-4-8322-3705-6
  14. 2020年5月1日発行（2020年4月16日発売）、ISBN 978-4-8322-3730-8
  15. 2020年9月1日発行（2020年8月17日発売）、ISBN 978-4-8322-3761-2
  16. 2021年1月1日発行（2020年12月16日発売）、ISBN 978-4-8322-3788-9
  17. 2021年5月1日発行（2021年4月15日発売）、ISBN 978-4-8322-3819-0
  18. 2021年8月1日発行（2021年7月15日発売）、ISBN 978-4-8322-3841-1